# Paravespa rex
Paravespa rex är en stekelart som först beskrevs av Schulthess 1923.  Paravespa rex ingår i släktet Paravespa och familjen Eumenidae. Inga underarter finns listade i Catalogue of Life.